# Rio Humaitá
O rio Humaitá  é um curso de água do estado do Acre, Brasil. É tributário do rio Muru da bacia do rio Tarauacá.